# Portugals Grand Prix 2021
Portugals Grand Prix 2021, officiellt Formula 1 Heineken Grande Prémio De Portugal 2021, var ett Formel 1-lopp som kördes den 2 maj 2021 på Portimao i Portugal. Loppet var det tredje loppet ingående i Formel 1-säsongen 2021 och kördes över 66 varv.

## Kvalet
| Pos.                    | Nr. | Förare             | Konstruktör               | Kvaltider | Kvaltider | Kvaltider | Start- grid |
| Pos.                    | Nr. | Förare             | Konstruktör               | Q1        | Q2        | Q3        | Start- grid |
| ----------------------- | --- | ------------------ | ------------------------- | --------- | --------- | --------- | ----------- |
| 1                       | 77  | Valtteri Bottas    | Mercedes                  | 1:18.722  | 1:18.458  | 1:18.348  | 1           |
| 2                       | 44  | Lewis Hamilton     | Mercedes                  | 1:18.857  | 1:17.968  | 1:18.355  | 2           |
| 3                       | 33  | Max Verstappen     | Red Bull-Honda            | 1:19.485  | 1:18.650  | 1:18.746  | 3           |
| 4                       | 11  | Sergio Pérez       | Red Bull-Honda            | 1:19.337  | 1:18.845  | 1:18.890  | 4           |
| 5                       | 55  | Carlos Sainz, Jr.  | Ferrari                   | 1:19.309  | 1:18.813  | 1:19.039  | 5           |
| 6                       | 31  | Esteban Ocon       | Alpine-Renault            | 1:19.092  | 1:18.586  | 1:19.042  | 6           |
| 7                       | 4   | Lando Norris       | McLaren-Mercedes          | 1:18.794  | 1:18.481  | 1:19.116  | 7           |
| 8                       | 16  | Charles Leclerc    | Ferrari                   | 1:19.373  | 1:18.769  | 1:19.306  | 8           |
| 9                       | 10  | Pierre Gasly       | Alpha Tauri-Honda         | 1:19.464  | 1:19.052  | 1:19.475  | 9           |
| 10                      | 5   | Sebastian Vettel   | Aston Martin-BWT Mercedes | 1:19.403  | 1:18.970  | 1:19.659  | 10          |
| 11                      | 63  | George Russell     | Williams-Mercedes         | 1:19.797  | 1:19.109  | N/A       | 11          |
| 12                      | 99  | Antonio Giovinazzi | Alfa Romeo-Ferrari        | 1:19.410  | 1:19.216  | N/A       | 12          |
| 13                      | 14  | Fernando Alonso    | Alpine-Renault            | 1:19.728  | 1:19.456  | N/A       | 13          |
| 14                      | 22  | Yuki Tsunoda       | Alpha Tauri-Honda         | 1:19.684  | 1:19.463  | N/A       | 14          |
| 15                      | 7   | Kimi Räikkönen     | Alfa Romeo-Ferrari        | 1:19.748  | 1:19.812  | N/A       | 15          |
| 16                      | 3   | Daniel Ricciardo   | McLaren-Mercedes          | 1:19.839  | N/A       | N/A       | 16          |
| 17                      | 18  | Lance Stroll       | Aston Martin-BWT Mercedes | 1:19.913  | N/A       | N/A       | 17          |
| 18                      | 6   | Nicholas Latifi    | Williams-Mercedes         | 1:20.285  | N/A       | N/A       | 18          |
| 19                      | 47  | Mick Schumacher    | Haas-Ferrari              | 1:20.452  | N/A       | N/A       | 19          |
| 20                      | 9   | Nikita Mazepin     | Haas-Ferrari              | 1:20.912  | N/A       | N/A       | 20          |
| 107 %-gränsen: 1:24.232 |     |                    |                           |           |           |           |             |
| Källor:                 |     |                    |                           |           |           |           |             |

## Loppet
| Pos.                                                              | Nr. | Förare             | Konstruktör               | Varv | Tid/Bröt       | Grid | Poäng |
| ----------------------------------------------------------------- | --- | ------------------ | ------------------------- | ---- | -------------- | ---- | ----- |
| 1                                                                 | 44  | Lewis Hamilton     | Mercedes                  | 66   | 1:34:31,421    | 2    | 25    |
| 2                                                                 | 33  | Max Verstappen     | Red Bull-Honda            | 66   | +29,148        | 3    | 18    |
| 3                                                                 | 77  | Valtteri Bottas    | Mercedes                  | 66   | +33,530        | 1    | 16 1  |
| 4                                                                 | 11  | Sergio Pérez       | Red Bull-Honda            | 66   | +39,735        | 4    | 12    |
| 5                                                                 | 4   | Lando Norris       | McLaren-Mercedes          | 66   | +51,369        | 7    | 10    |
| 6                                                                 | 16  | Charles Leclerc    | Ferrari                   | 66   | +55,781        | 8    | 8     |
| 7                                                                 | 31  | Esteban Ocon       | Alpine-Renault            | 66   | +1:03,749      | 6    | 6     |
| 8                                                                 | 14  | Fernando Alonso    | Alpine-Renault            | 66   | +1:04,808      | 13   | 4     |
| 9                                                                 | 3   | Daniel Ricciardo   | McLaren-Mercedes          | 66   | +1:15,369      | 16   | 2     |
| 10                                                                | 10  | Pierre Gasly       | Alpha Tauri-Honda         | 66   | +1:16,463      | 9    | 1     |
| 11                                                                | 55  | Carlos Sainz, Jr.  | Ferrari                   | 66   | +1:18,955      | 5    | N/A   |
| 12                                                                | 99  | Antonio Giovinazzi | Alfa Romeo-Ferrari        | 65   | +1 varv        | 12   | N/A   |
| 13                                                                | 5   | Sebastian Vettel   | Aston Martin-BWT Mercedes | 65   | +1 varv        | 10   | N/A   |
| 14                                                                | 18  | Lance Stroll       | Aston Martin-BWT Mercedes | 65   | +1 varv        | 17   | N/A   |
| 15                                                                | 22  | Yuki Tsunoda       | Alpha Tauri-Honda         | 65   | +1 varv        | 14   | N/A   |
| 16                                                                | 63  | George Russell     | Williams-Mercedes         | 65   | +1 varv        | 11   | N/A   |
| 17                                                                | 47  | Mick Schumacher    | Haas-Ferrari              | 65   | +2 varv        | 19   | N/A   |
| 18                                                                | 6   | Nicholas Latifi    | Williams-Mercedes         | 64   | +2 varv        | 18   | N/A   |
| 19                                                                | 9   | Nikita Mazepin     | Haas-Ferrari              | 64   | +2 varv        | 20   | N/A   |
| RET                                                               | 7   | Kimi Räikkönen     | Alfa Romeo-Ferrari        | 1    | Framvingeskada | 15   | N/A   |
| Snabbaste varvet: Valtteri Bottas (Mercedes) – 1:19,865 (varv 66) |     |                    |                           |      |                |      |       |
| Källor:                                                           |     |                    |                           |      |                |      |       |

- ^1  – Inkluderar en extra poäng för snabbaste varv.

## Ställning efter loppet
|     | Pos. | Förare          | Poäng |
| --- | ---- | --------------- | ----- |
| ▬   | 1    | Lewis Hamilton  | 69    |
| ▬   | 2    | Max Verstappen  | 61    |
| ▬   | 3    | Lando Norris    | 37    |
| ▲ 1 | 4    | Valtteri Bottas | 32    |
| ▼ 1 | 5    | Charles Leclerc | 28    |

|     | Pos. | Konstruktör      | Poäng |
| --- | ---- | ---------------- | ----- |
| ▬   | 1    | Mercedes         | 101   |
| ▬   | 2    | Red Bull-Honda   | 83    |
| ▬   | 3    | McLaren-Mercedes | 53    |
| ▬   | 4    | Ferrari          | 42    |
| ▲ 2 | 5    | Alpine-Renault   | 13    |

- Notering: Endast de fem bästa placeringarna i vardera mästerskap finns med på listorna.